# Penola Conservation Park
Penola Conservation Park är en park i Australien. Den ligger i delstaten South Australia, omkring 330 kilometer sydost om delstatshuvudstaden Adelaide. Penola Conservation Park ligger 67 meter över havet.
Runt Penola Conservation Park är det mycket glesbefolkat, med 2 invånare per kvadratkilometer.. Närmaste större samhälle är Penola, omkring 12 kilometer öster om Penola Conservation Park.
Trakten runt Penola Conservation Park består till största delen av jordbruksmark. Genomsnittlig årsnederbörd är 808 millimeter. Den regnigaste månaden är juli, med i genomsnitt 137 mm nederbörd, och den torraste är februari, med 17 mm nederbörd.